# Silvius gigantulus
Silvius gigantulus är en tvåvingeart som först beskrevs av Friedrich Hermann Loew 1872.  Silvius gigantulus ingår i släktet Silvius och familjen bromsar. Inga underarter finns listade i Catalogue of Life.